# Camboya en los Juegos Olímpicos de Sídney 2000
Camboya estuvo representada en los Juegos Olímpicos de Sídney 2000 por cuatro deportistas, dos hombres y dos mujeres, que compitieron en dos deportes.
El portador de la bandera en la ceremonia de apertura fue el atleta To Rithya. El equipo olímpico camboyano no obtuvo ninguna medalla en estos Juegos.